# Beatles (sång)
Beatles, skriven av Sven-Olof Bagge och Claes Bure, var det svenska dansbandet Forbes bidrag till den svenska Melodifestivalen 1977. Bidraget, som handlar om den under 1960-talet populära brittiska popgruppen Beatles, segrade och Forbes fick åka till Storbritannien för att delta i Eurovision Song Contest 1977, med Anders Berglund som dirigent. Anders Berglund gjorde där sitt första framträdande i Eurovision Song Contest som dirigent. Publiken jublade åt bidraget, inte helt oväntat, eftersom tävlingen utspelade sig just i Storbritannien, men jurygrupperna hade inte samma åsikter. Bidraget slutade sist. Låten var mycket nära att bli det första landet med nuvarande poängssystem att få noll poäng, då det ett tag låg sist utan poäng tillsammans med Norge fram tills det att Västtyskland gav Sverige sina två poäng, vilket placerade Sverige tillfälligt näst sist. Sverige åkte dock tillbaka till sista plats när Luxemburg direkt efter gav tre poäng till Norge.
På den svenska singellistan placerade den sig som bäst på tredje plats.
Melodin låg på Svensktoppen i fyra veckor under perioden 17 april-8 maj 1977, med sjätteplats som högsta placering där.

## Listplaceringar
| Lista (1977) | Topplacering |
| ------------ | ------------ |
| Sverige      | 3            |